# Alaqua Cox
Alaqua Cox, född 13 februari 1997 i Wisconsin, är en amerikansk skådespelare.
Cox har bland annat medverkat i TV-serierna Hawkeye och Echo.

## Filmografi (i urval)
- 2021 – Hawkeye (TV-serie)
- 2024 – Echo (TV-serie)